# Dingle (by i Irland)
 For alternative betydninger, se Dingle. (Se også artikler, som begynder med Dingle)
Dingle (Irsk: An Daingean eller Daingean Uí Chúis, som betyder "fortet Ó Cúis") er en by i County Kerry, Irland. Den er den eneste by på Dinglehalvøen og ligger ud til Atlanterhavets kyst, ca. 50 kilometer sydvest for Tralee og  71 kilometer nordvest for Killarney.
De vigtigste erhverv i byen er turisme, fiskeri og landbrug: Dingle Mart (kvægmarked) betjener det omkringliggende landskab. I 2016 havde Dingle 2.050 indbyggere, og 13,7 % af befolkningen talte irsk til daglig uden for uddannelsessystemet. Dingle ligger i en Gaeltacht-region. Et voksent Øresvin (delfin) ved navn Fungie, der havde søgt  menneskelig kontakt i Dingle Bay siden 1983, forsvandt i 2020.